# Olympia Club de Bruxelles
Dernière mise à jour : 27 janvier 2011.
L'Olympia Club de Bruxelles est un ancien club de football belge basé à Forest, dans la banlieue de Bruxelles. Le club est créé en 1897, et cesse ses activités en 1909. Il participe au championnat de Division d'Honneur durant la saison 1903-1904, qu'il termine à la 5e place dans sa poule. Il se retire ensuite du championnat au terme de cette saison.

## Histoire
Le club est fondé en 1897, et s'installe sur un terrain de la commune de Forest. Il rejoint ensuite la Fédération belge, et débute dans le championnat de Division 2, à l'époque une compétition pour les équipes réserves et les clubs débutants, lors de la saison 1898-1899. Il y rencontre notamment le Daring et l'Union Saint-Gilloise, alors également de jeunes clubs débutants.
Après des résultats s'améliorant au fil des saisons, le club finit par remporter la Division 2 en 1902. Mais contrairement à l'Union Saint-Gilloise l'année précédente, l'Olympia n'est pas autorisé à rejoindre la Division d'Honneur, le « vrai » championnat de Belgique. Le club est néanmoins admis un an plus tard, en même temps que le Daring. Il participe au championnat 1903-1904, dans la poule regroupant les équipes flandriennes, anversoises, et trois des six équipes bruxelloises. L'Olympia Club de Bruxelles termine cinquième sur sept, et choisit de se retirer de la compétition pour la saison suivante. Finalement, le club cesse définitivement ses activités en 1909. La même année, un autre club est fondé sur le territoire de Forest, le Cercle Sportif La Forestoise, sans que l'on ait la certitude d'un lien entre les deux entités.

## Résultats dans les divisions nationales
Statistiques clôturées, club disparu

### Bilan
| Niv | Divisions     | Jouées | Titres | TM Up | TM Down |
| --- | ------------- | ------ | ------ | ----- | ------- |
| I   | 1re nationale | 1      | 0      |       |         |
| II  | 2e nationale  | 0      | 0      |       |         |
| III | 3e nationale  | 0      | 0      |       |         |
| IV  | 4e nationale  | 0      | 0      |       |         |
| V   | 5e nationale  | 0      | 0      |       |         |
|     |               |        |        |       |         |
|     | TOTAUX        | 1      | 0      | 0     | 0       |

- TM Up : test-match pour départager des égalités, ou toutes formes de Barrages ou de Tour final pour une montée éventuelle.
- TM Down : test-match pour départager des égalités, ou toutes formes de Barrages ou de Tour final pour le maintien.

### Classements saison par saison
| Ordre | Saison  | Nom du club                 | Niveau                      | Classement final            | Remarques                   |
| ----- | ------- | --------------------------- | --------------------------- | --------------------------- | --------------------------- |
| 1     | 1903-04 | Olympia Club Bruxelles      | Division d'Honneur série A  | 5e/7                        |                             |
| X     | 1904    | Retrait du championnat      | Retrait du championnat      | Retrait du championnat      | Retrait du championnat      |
| X     | 1909    | Arrêt des activités du club | Arrêt des activités du club | Arrêt des activités du club | Arrêt des activités du club |

### Sources et liens externes
- (nl) « Fiche de l'équipe », sur Belgian Soccer Database
- Histoire des clubs de football belges
- RSSSF Archive - classements finaux du Championnat de Belgique de football